# David Ferrer
David Ferrer (Jávea, 2 april 1982) is een voormalig tennisser uit Spanje. Hij was prof sinds 2000. Hij kwam in 2002 voor het eerst de top 100 binnen en bereikte voor het eerst de top tien in 2006. Zijn hoogste plaats op de ATP-ranglijst is de derde plaats, die hij behaalde op 8 juli 2013.

## Loopbaan
Ferrer staat bekend als een sterke speler op gravel, maar heeft ook goede prestaties op hardcourt geleverd. Hij schreef in zijn carrière 27 enkelspeltoernooien en twee dubbelspeltoernooien op zijn naam, en daarnaast won hij in het enkelspel ook vijf challengers en twee futurestoernooien. Zijn beste resultaat op een grandslamtoernooi in het enkelspel is het bereiken van de finale van Roland Garros in 2013, waarin hij verloor van zijn landgenoot Rafael Nadal. Hij bereikte in 2007 de finale van de Tennis Masters Cup (verlies tegen Roger Federer). Ferrer maakte ook deel uit van het Spaanse team dat in 2008, 2009 en 2011 de Davis Cup won. In 2019 speelde hij in Madrid zijn laatste toernooi, waarna hij zijn carrière beëindigde.

### Jaarverslagen

#### 2000 - 2002
Ferrer werd in 2000 proftennisser. In 2001 won hij zijn eerste challenger, in het Poolse Sopot. 2002 was het jaar van zijn doorbraak op het ATP-circuit. Ferrer nam deel aan zijn eerste ATP-toernooi, in Estoril, maar verloor in de eerste ronde. Hij won dat jaar vier challengers: Napels, Valencia, Sassuolo en Manerbio. Op het ATP-toernooi van Umag in juli boekte hij zijn eerste overwinningen in een ATP-toernooi. Hij haalde er de finale, die hij verloor van zijn landgenoot Carlos Moyá. Door zijn finaleplaats kwam Ferrer voor het eerst de top 100 binnen. In september won hij zijn eerste ATP-toernooi, in Boekarest, door in de finale José Acasuso te verslaan. Hij eindigde het jaar voor het eerst in de top 100, op plaats 59.

#### 2003 - 2004
In de eerste helft van 2003 was de kwartfinale op het ATP-toernooi van Auckland het beste resultaat van Ferrer. Hij haalde in februari ook zijn eerste ATP-dubbelspelfinale op het ATP-toernooi van Acapulco. Op de meeste toernooien, waaronder de Australian Open, waar hij zijn grandslamdebuut maakte, Roland Garros en Wimbledon lag hij er in vroeg in het toernooi uit. In juli verbeterden de resultaten, met een kwartfinale in Umag en de finale in Sopot, die hij verloor van Guillermo Coria. De rest van het jaar was mager, met enkel de kwartfinale in Metz als uitschieter.
Ook 2004 startte niet voorspoedig. Op de Australian Open werd Ferrer in de tweede ronde uitgeschakeld. Het beste resultaat van de eerste vijf maanden waren de kwartfinales in Buenos Aires, Valencia en op de Masters in Hamburg. Op Roland Garros en Wimbledon verloor hij in de tweede ronde en op de US Open in de eerste. Tijdens de zomer en het najaar haalde hij zijn beste resultaten van het jaar met een kwartfinale in Boekarest en halve finales in Stuttgart, Palermo en Lyon. Ferrer eindigde het jaar voor het eerst in de top 50, op plaats 48.

#### 2005 - 2006
In de drie eerste toernooien van 2005 (waaronder de Australian Open) verloor Ferrer in de eerste ronde. Begin februari haalde hij de halve finale op het ATP-toernooi van Viña del Mar, die hij verloor van Gastón Gaudio. Hij won er wel het dubbeltoernooi en haalde zo zijn eerste ATP-dubbeltitel binnen. On februari won hij ook het dubbelspel in Acapulco. In maart en april haalde hij enkele mooie resultaten, met een halve finale op de Masters van Miami, de finale van het ATP-toernooi van Valencia (verlies tegen Igor Andrejev) en de kwartfinale op de Masters van Monte Carlo. Ferrer steeg zo op de ATP-ranglijst naar de 20e plaats. Ook in mei haalde hij successen met de halve finale op het Masterstoernooi van Rome en de kwartfinale op Roland Garros, die hij verloor van de uiteindelijke winnaar Rafael Nadal. Op Wimbledon verloor hij echter al in de eerste ronde. Tijdens de zomer haalde hij nog de kwartfinale in Umag en de halve finale op het ATP-toernooi van New Haven (verlies tegen Feliciano López). Op de US Open verloor hij in de derde ronde van Dominik Hrbatý. In het najaar haalde hij nog de kwartfinales op de Masterstoernooien van Madrid en Parijs. Ferrer sloot het jaar voor het eerst in de top 20 af, op plaats 15.
2006 begon goed voor Ferrer, met een kwartfinale op het ATP-toernooi van Auckland en de vierde ronde op de Australian Open. Ferrer kwam hierna voor het eerst binnen in de top tien. In maart haalde hij de halve finale op het Masterstoernooi van Miami, waar hij Andy Roddick klopte in de kwartfinale, maar verloor van 's werelds nummer 1 Roger Federer. Op de Masters van Monte Carlo en Hamburg haalde hij de kwartfinale. Op Roland Garros verloor hij in de derde ronde van Rubén Ramírez Hidalgo en op Wimbledon verloor hij in de vierde ronde van Lleyton Hewitt. In juli won hij zijn tweede toernooi in Stuttgart. Hij versloeg er, net zoals bij zijn eerste toernooizege, José Acasuso na een slopende finale van vijf uur lang. Verder haalde hij die zomer nog de kwartfinale op de Masters van Cincinnati en de derde ronde op de US Open (verlies tegen Michail Joezjny). Het najaar was minder sterk, met een kwartfinale in Bazel als belangrijkste prestatie. Ferrer eindigde het jaar op nummer 14.

#### 2007
2007 was Ferrers sterkste jaar op het ATP-circuit. Hij begon het jaar met de derde toernooizege van zijn carrière en zijn eerste op hardcourt. Hij versloeg in de finale van Auckland zijn landgenoot Tommy Robredo. Op de Australian Open evenaarde hij zijn prestatie van 2006 met een vierde ronde (verlies tegen Mardy Fish). In het voorjaar haalde hij de kwartfinale in Rotterdam en op de Masterstoernooien van Indian Wells (verlies tegen Novak Đoković), Monte Carlo (verlies tegen Roger Federer) en Hamburg en de halve finale in Barcelona (verlies tegen Rafael Nadal). Op Roland Garros werd hij echter in de derde ronde verslagen door Fernando Verdasco en op Wimbledon al in de tweede ronde. Tijdens de zomer won hij zijn vierde toernooi in Båstad, waar hij zijn landgenoot Nicolás Almagro in de finale versloeg. Verder haalde hij nog de kwartfinales van Umag en de Masters van Cincinnati. Op de US Open haalde hij zijn eerste halve finale op een Grand Slam. Hij boekte een mooie zege in de vierde ronde op Rafael Nadal, de nummer 2 van de wereld, maar verloor van Đoković. In het najaar haalde hij nog de kwartfinale van de Masters in Parijs en won hij zijn derde toernooi van het jaar in Tokio (winst op Richard Gasquet in de finale). Door zijn sterk jaar kreeg Ferrer een startbewijs in de Tennis Masters Cup. Hij won zijn drie groepswedstrijden tegen Đoković, Nadal en Gasquet en zijn halve finale tegen Andy Roddick. In de finale moest hij zijn meerdere erkennen in Federer, die met 2-6, 3-6, 2-6 won. Ferrer eindigde het jaar voor het eerst in de top tien, op de vijfde plaats.

#### 2008 - 2009

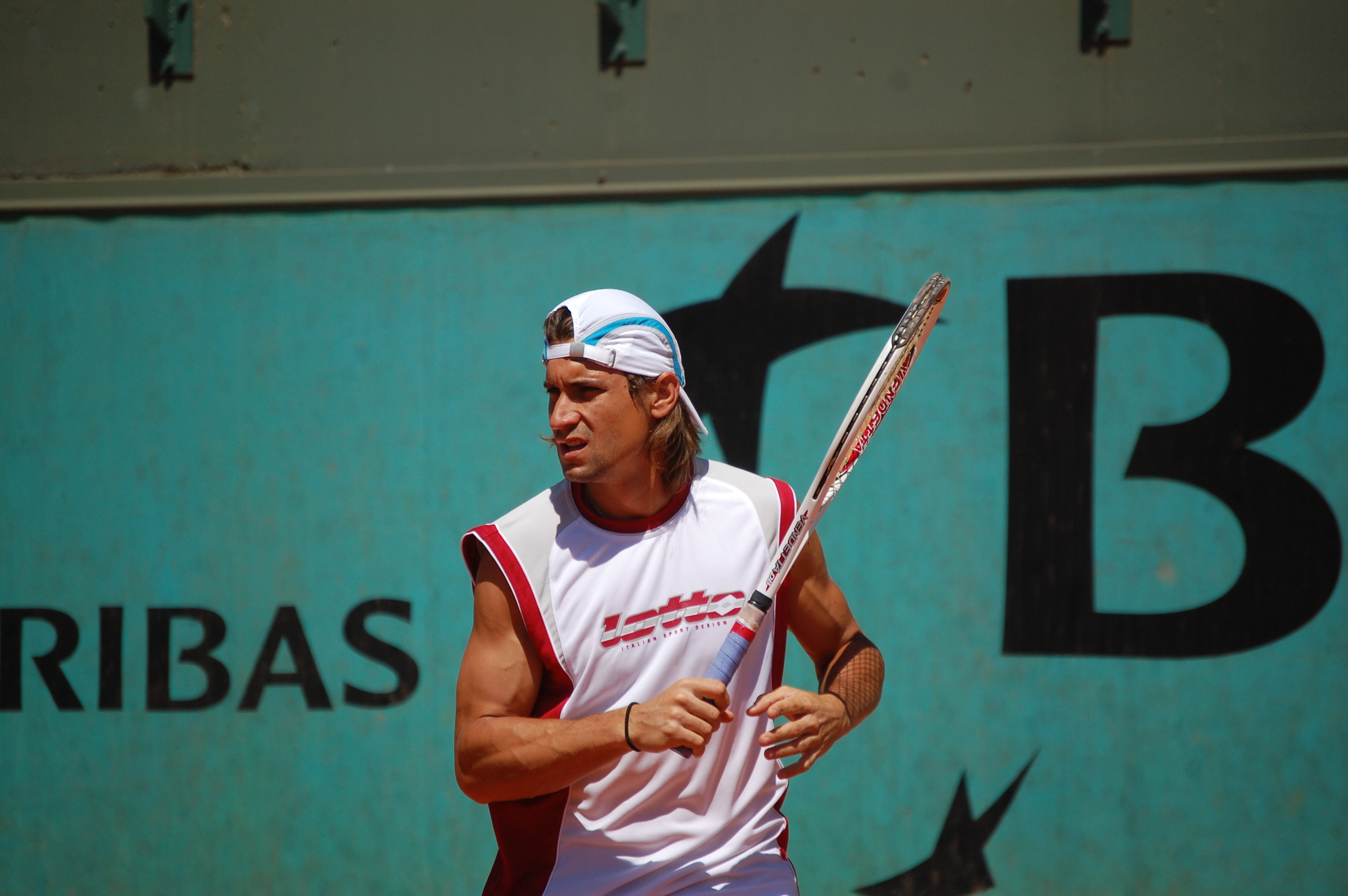
David Ferrer tijdens training op Roland Garros in 2009

Ferrer zette zijn goede vorm begin 2008 verder met kwartfinales op het ATP-toernooi van Auckland en op de Australian Open, waar hij vijfde reekshoofd was en werd uitgeschakeld door de latere toernooiwinnaar Novak Đoković. In februari kwam Ferrer op de vierde plaats van de ATP-ranglijst, zijn hoogste ranking ooit. Hij haalde de kwartfinale van Dubai in maart en die van de Masters in Monte Carlo in april. In die maand haalde hij ook de finale van het ATP-toernooi van Barcelona, die hij verloor van Rafael Nadal, en won hij zijn zesde toernooi, het ATP-toernooi van Valencia, door in de finale te winnen van Nicolás Almagro. Op Roland Garros was hij als vijfde geplaatst en haalde hij de kwartfinale (verlies tegen Gaël Monfils). In de voorbereiding op Wimbledon won hij het ATP-toernooi van 's-Hertogenbosch. Hij versloeg Marc Gicquel in de finale en won zo zijn eerste grastoernooi. Op Wimbledon werd hij echter al in de derde ronde uitgeschakeld door Mario Ančić. Tijdens de zomer haalde hij de halve finale in Båstad en nam hij deel aan de Olympische Spelen in Peking. Hij verloor daar echter al in de eerste ronde van het enkelspel van de Serviër Janko Tipsarević. Hierna ging Ferrer door een mindere periode, met een verrassend derderondeverlies op de US Open, waar hij als vierde geplaatst was, en een kwartfinale in Tokio als sterkste prestatie. Ferrer sloot het jaar af op de twaalfde plaats van de ATP-ranglijst.
Ferrer startte 2009 met een halve finale in Auckland (verlies tegen Sam Querrey) en een derde ronde op de Australian Open, waar hij het 11e reekshoofd was. In februari haalde hij de halve finale van Johannesburg en verloor hij de finale van Dubai van Novak Đoković. In april verloor hij de finale van het ATP-toernooi van Barcelona van landgenoot Rafael Nadal. Op Roland Garros werd hij in de derde ronde uitgeschakeld door de latere verliezende finalist Robin Söderling en op Wimbledon versloeg Radek Štěpánek hem in ronde drie. Vóór Wimbledon had Ferrer nog de kwartfinale in 's-Hertogenbosch gehaald. In juli bereikte hij de halve finale op het ATP-toernooi van Hamburg, waar hij verloor van Nikolaj Davydenko. Tijdens de rest van de zomer haalde Ferrer maar matige resultaten. Op de US Open werd hij in de tweede ronde uitgeschakeld door José Acasuso. Daarna haalde hij geen noemenswaardige resultaten meer. Ferrer eindigde het jaar op de 17e plaats.

#### 2010
In januari 2010 werd Ferrer in de tweede ronde van de Australian Open uitgeschakeld door Marcos Baghdatis. In februari bereikte hij de halve finale van het ATP-toernooi van Johannesburg, de finale op het ATP-toernooi van Buenos Aires en won hij het ATP-toernooi van Acapulco. Zijn tegenstander in beide finales was Juan Carlos Ferrero. In april en mei haalde hij de halve finales op het ATP-toernooi van Barcelona en de Masterstoernooien Monte Carlo en Madrid en de finale van het Masterstoernooi van Rome, die hij verloor van Rafael Nadal. Op Roland Garros werd hij echter al in de derde ronde uitgeschakeld. Op Wimbledon gebeurde dat in de vierde ronde. Tijdens de zomermaanden haalde hij de halve finale in Båstad en de vierde ronde op de US Open. Het najaar was sterk met een halve finale in Kuala Lumpur, een finale in Peking en winst op het ATP-toernooi van Valencia, waar hij zijn landgenoot Marcel Granollers klopte in de finale en zo zijn eerste indoortitel behaalde. Ferrer kreeg voor de tweede keer een startbewijs voor de ATP World Tour Finals in november. Deze keer was hij echter niet zo succesvol als in 2007, want hij verloor zijn drie groepswedstrijden. Hij sloot het jaar voor een tweede maal af in de top tien, op plaats 7.

#### 2011
Ferrer startte 2011 goed, met winst in het ATP-toernooi van Auckland. Hij versloeg in de finale David Nalbandian met 6-3 en 6-2. Op de Australian Open bereikt hij de halve finales, nadat hij in de kwartfinale Rafael Nadal in drie sets had verslagen. Eind februari won hij zijn tweede titel van het jaar op het ATP-toernooi van Acapulco. In de aanloop naar Roland Garros haalde hij de kwartfinale op de Miami Masters en de finales op de Monte Carlo Masters en op het ATP-toernooi van Barcelona, die hij beide verloor van Rafael Nadal. Net voor Roland Garros haalde hij nog twee kwartfinales: op de Madrid Masters en in Nice. Op Roland Garros en Wimbledon verloor hij in de vierde ronde, respectievelijk van Gaël Monfils en Jo-Wilfried Tsonga. In juli haalde hij zijn vijfde finale van het jaar, in Båstad, maar hij verloor die van thuisspeler Robin Söderling. Op de US Open bereikte hij, net zoals in de twee voorgaande grandslamtoernooien, de vierde ronde. Daarna volgde nog een sterk seizoenseinde met een halve finale in Tokio en Valencia, een kwartfinale op het Masterstoernooi van Parijs en een finale op de Shanghai Masters. Door zijn sterke jaar kreeg Ferrer ook een ticket voor de ATP World Tour Finals, waar hij twee van zijn drie groepswedstrijden won (van Andy Murray en Novak Đoković) en in de halve finale verloor van Roger Federer. In december maakte hij ook deel uit van het Spaanse Davis Cupteam dat de Davis Cup won. Spanje versloeg Argentinië in de finale met 3-1. Ferrer eindigde het jaar voor de derde maal in de top tien, op plaats 5.

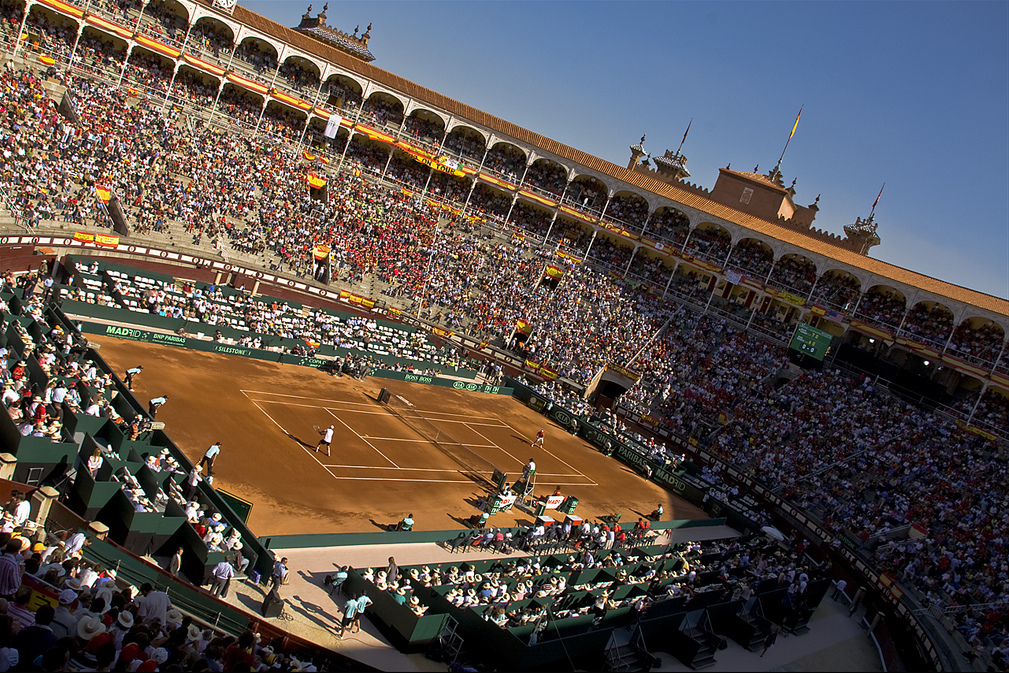
David Ferrer tegen Andy Roddick in de halve finale van de Davis Cup in 2008

#### 2012
Ferrer is het jaar goed begonnen door het ATP-toernooi van Auckland te winnen van de Belg Olivier Rochus. Eind februari boekte hij zijn tweede zege van het jaar in Buenos Aires, tegen landgenoot Nicolás Almagro. In Acapulco won hij al zijn derde toernooi van het seizoen door in de finale Fernando Verdasco te verslaan.

### Davis Cup
Ferrer speelde voor het eerst voor het Spaanse Davis Cupteam in 2006, in een duel tegen Wit-Rusland in de eerste ronde van de Wereldgroep. Hij speelde in elk jaar van 2006 tot en met 2011 in de Davis Cup. Hij maakte deel uit van het team dat in 2008, 2009 en 2011 de Davis Cup won. In de periode 2006–2011 speelde Ferrer 21 enkelspelpartijen, waarvan hij er zeventien won.

## Palmares
| Legenda                       | Legenda               |
| ----------------------------- | --------------------- |
| Grand Slam                    |                       |
| Olympische Spelen             |                       |
| tot 2009                      | vanaf 2009            |
| Tennis Masters Cup            | ATP Finals            |
| ATP Masters Series            | ATP Tour Masters 1000 |
| ATP International Series Gold | ATP Tour 500          |
| ATP International Series      | ATP Tour 250          |

### Enkelspel
| Nr.                  | Datum      | Toernooi             | Ondergrond    | Tegenstander in finale | Score                   |               |
| -------------------- | ---------- | -------------------- | ------------- | ---------------------- | ----------------------- | ------------- |
| gewonnen finales     |            |                      |               |                        |                         |               |
| 1.                   | 2002-09-15 | ATP Boekarest        | Gravel        | José Acasuso           | 6-3, 6-2                | details       |
| 2.                   | 2006-07-23 | ATP Stuttgart        | Gravel        | José Acasuso           | 6-4, 3-6, 6-7, 7-5, 6-4 | details       |
| 3.                   | 2007-01-13 | ATP Auckland         | Hardcourt     | Tommy Robredo          | 6-4, 6-2                | details       |
| 4.                   | 2007-07-15 | ATP Båstad           | Gravel        | Nicolás Almagro        | 6-1, 6-2                | details       |
| 5.                   | 2007-10-07 | ATP Tokio            | Hardcourt     | Richard Gasquet        | 6-1, 6-2                | details       |
| 6.                   | 2008-04-20 | ATP Valencia         | Gravel        | Nicolás Almagro        | 4-6, 6-2, 7-6           | details       |
| 7.                   | 2008-06-21 | ATP Rosmalen         | Gras          | Marc Gicquel           | 6-4, 6-2                | details       |
| 8.                   | 2010-02-22 | ATP Acapulco         | Gravel        | Juan Carlos Ferrero    | 6-3, 3-6, 6-1           | details       |
| 9.                   | 2010-10-31 | ATP Valencia (2)     | Hardcourt (i) | Marcel Granollers      | 7-5, 6-3                | details       |
| 10.                  | 2011-01-10 | ATP Auckland (2)     | Hardcourt     | David Nalbandian       | 6-3, 6-2                | details       |
| 11.                  | 2011-02-21 | ATP Acapulco (2)     | Gravel        | Nicolás Almagro        | 7-6, 6-7, 6-2           | details       |
| 12.                  | 2012-01-14 | ATP Auckland (3)     | Hardcourt     | Olivier Rochus         | 6-3, 6-4                | details       |
| 13.                  | 2012-02-26 | ATP Buenos Aires     | Gravel        | Nicolás Almagro        | 4-6, 6-3, 6-2           | details       |
| 14.                  | 2012-03-03 | ATP Acapulco (3)     | Gravel        | Fernando Verdasco      | 6-1, 6-2                | details       |
| 15.                  | 2012-06-23 | ATP Rosmalen (2)     | Gras          | Philipp Petzschner     | 6-3, 6-4                | details       |
| 16.                  | 2012-07-15 | ATP Båstad (2)       | Gravel        | Nicolás Almagro        | 6-2, 6-2                | details       |
| 17.                  | 2012-10-27 | ATP Valencia (3)     | Hardcourt (i) | Oleksandr Dolgopolov   | 6-1, 3-6, 6-4           | details       |
| 18.                  | 2012-11-04 | ATP Parijs           | Hardcourt (i) | Jerzy Janowicz         | 6-4, 6-3                | details       |
| 19.                  | 2013-01-13 | ATP Auckland (4)     | Hardcourt     | Philipp Kohlschreiber  | 7-6, 6-1                | details       |
| 20.                  | 2013-02-24 | ATP Buenos Aires (2) | Gravel        | Stanislas Wawrinka     | 6-4, 3-6, 6-1           | details       |
| 21.                  | 2014-02-16 | ATP Buenos Aires (3) | Gravel        | Fabio Fognini          | 6-4, 6-3                | details       |
| 22.                  | 2015-01-10 | ATP Doha             | Hardcourt     | Tomáš Berdych          | 6-4, 7-5                | details       |
| 23.                  | 2015-02-22 | ATP Rio              | Gravel        | Fabio Fognini          | 6-2, 6-3                | details       |
| 24.                  | 2015-03-01 | ATP Acapulco (4)     | Hardcourt     | Kei Nishikori          | 6-3, 7-5                | details       |
| 25.                  | 2015-10-04 | ATP Kuala Lumpur     | Hardcourt     | Feliciano López        | 7-5, 7-5                | details       |
| 26.                  | 2015-10-25 | ATP Wenen            | Hardcourt (i) | Steve Johnson          | 4-6, 6-4, 7-5           | details       |
| 27.                  | 2017-07-23 | ATP Båstad (3)       | Gravel        | Oleksandr Dolgopolov   | 6-4, 6-4                | details       |
| verloren finales     |            |                      |               |                        |                         |               |
| 1.                   | 2002-07-21 | ATP Umag             | Gravel        | Carlos Moyá            | 2-6, 3-6                | details       |
| 2.                   | 2003-08-04 | ATP Sopot            | Gravel        | Guillermo Coria        | 5-7, 1-6                | details       |
| 3.                   | 2005-04-10 | ATP Valencia         | Gravel        | Igor Andrejev          | 3-6, 7-5, 3-6           | details       |
| 4.                   | 2007-11-18 | Tennis Masters Cup   | Hardcourt     | Roger Federer          | 2-6, 3-6, 2-6           | details       |
| 5.                   | 2008-05-04 | ATP Barcelona        | Gravel        | Rafael Nadal           | 1-6, 6-4, 1-6           | details       |
| 6.                   | 2009-02-28 | ATP Dubai            | Hardcourt     | Novak Đoković          | 5-7, 3-6                | details       |
| 7.                   | 2009-04-26 | ATP Barcelona        | Gravel        | Rafael Nadal           | 2-6, 5-7                | details       |
| 8.                   | 2010-02-15 | ATP Buenos Aires     | Gravel        | Juan Carlos Ferrero    | 5-7, 6-4, 6-3           | details       |
| 9.                   | 2010-04-26 | ATP Rome             | Gravel        | Rafael Nadal           | 5-7, 2-6                | details       |
| 10.                  | 2010-04-26 | ATP Peking           | Hardcourt     | Novak Đoković          | 2-6, 4-6                | details       |
| 11.                  | 2011-04-10 | ATP Monte Carlo      | Gravel        | Rafael Nadal           | 4-6, 5-7                | details       |
| 12.                  | 2011-04-18 | ATP Barcelona        | Gravel        | Rafael Nadal           | 2-6, 4-6                | details       |
| 13.                  | 2011-07-17 | ATP Båstad           | Gravel        | Robin Söderling        | 2-6, 2-6                | details       |
| 14.                  | 2011-10-16 | ATP Shanghai         | Hardcourt     | Andy Murray            | 5-7, 4-6                | details       |
| 15.                  | 2012-04-29 | ATP Barcelona        | Gravel        | Rafael Nadal           | 6-7, 5-7                | details       |
| 16.                  | 2013-03-02 | ATP Acapulco         | Gravel        | Rafael Nadal           | 0-6, 2-6                | details       |
| 17.                  | 2013-03-31 | ATP Miami            | Hardcourt     | Andy Murray            | 6-2, 4-6, 6-7           | details       |
| 18.                  | 2013-05-05 | ATP Oeiras           | Gravel        | Stanislas Wawrinka     | 1-6, 4-6                | details       |
| 19.                  | 2013-06-09 | Roland Garros        | Gravel        | Rafael Nadal           | 3-6, 2-6, 3-6           | details       |
| 20.                  | 2013-10-20 | ATP Stockholm        | Hardcourt     | Grigor Dimitrov        | 6-2, 3-6, 4-6           | details       |
| 21.                  | 2013-10-27 | ATP Valencia         | Hardcourt     | Michail Joezjny        | 3-6, 5-7                | details       |
| 22.                  | 2013-11-03 | ATP Parijs           | Hardcourt (i) | Novak Đoković          | 5-7, 5-7                | details       |
| 23.                  | 2014-07-20 | ATP Hamburg          | Gravel        | Leonardo Mayer         | 7-6, 1-6, 6-7           | details       |
| 24.                  | 2014-08-17 | ATP Cincinnati       | Hardcourt     | Roger Federer          | 3-6, 6-1, 2-6           | details       |
| 25.                  | 2014-10-19 | ATP Wenen            | Hardcourt (i) | Andy Murray            | 7-5, 2-6, 5-7           | details       |
| gewonnen challengers |            |                      |               |                        |                         |               |
| 1.                   | 2001-08-13 | Sopot                | Gravel        | Łukasz Kubot           | 7-5, 3-6, 6-2           | 7-5, 3-6, 6-2 |
| 2.                   | 2002-04-22 | Napels               | Gravel        | Jean-René Lisnard      | 6-1, 6-1                | 6-1, 6-1      |
| 3.                   | 2002-05-13 | Valencia             | Gravel        | Leonardo Olguin        | 6-4, 7-5                | 6-4, 7-5      |
| 4.                   | 2002-06-24 | Sassuolo             | Gravel        | Mariano Puerta         | 6-4, 6-1                | 6-4, 6-1      |
| 5.                   | 2002-08-19 | Manerbio             | Gravel        | Vadim Kutsenko         | 6-2, 6-0                | 6-2, 6-0      |

### Mannendubbelspel
| Nr.              | Datum      | Toernooi         | Ondergrond | Partner          | Tegenstanders in finale       | Score         |         |
| ---------------- | ---------- | ---------------- | ---------- | ---------------- | ----------------------------- | ------------- | ------- |
| gewonnen finales |            |                  |            |                  |                               |               |         |
| 1.               | 2005-01-31 | ATP Viña del Mar | Gravel     | Santiago Ventura | Gastón Etlis Martín Rodríguez | 6-3, 6-4      | details |
| 2.               | 2005-02-21 | ATP Acapulco     | Gravel     | Santiago Ventura | Jiří Vaněk Tomáš Zíb          | 4-6, 6-1, 6-4 | details |
| verloren finales |            |                  |            |                  |                               |               |         |
| 1.               | 2003-01-31 | ATP Acapulco     | Gravel     | Fernando Vicente | Mark Knowles Daniel Nestor    | 3-6, 3-6      | details |

## Resultaten grote toernooien
| Legenda | Legenda                          |
| ------- | -------------------------------- |
| g.t.    | geen toernooi gehouden           |
| l.c.    | lagere categorie                 |
| –       | niet deelgenomen                 |
| G       | uitgeschakeld in de groepsfase   |
| 1R      | uitgeschakeld in de eerste ronde |
| 2R      | uitgeschakeld in de tweede ronde |
| 3R      | uitgeschakeld in de derde ronde  |
| 4R      | uitgeschakeld in de vierde ronde |
| KF      | uitgeschakeld in de kwartfinale  |
| HF      | uitgeschakeld in de halve finale |
| F       | de finale verloren               |
| W       | het toernooi gewonnen            |
| w-v     | winst/verlies-balans             |

### Enkelspel
| toernooi              | 2002 | 2003 | 2004 | 2005 | 2006 | 2007 | 2008 | 2009 | 2010 | 2011 | 2012 | 2013 | 2014 | 2015 | 2016 | 2017 | 2018 | 2019 |
| --------------------- | ---- | ---- | ---- | ---- | ---- | ---- | ---- | ---- | ---- | ---- | ---- | ---- | ---- | ---- | ---- | ---- | ---- | ---- |
| grandslamtoernooien   |      |      |      |      |      |      |      |      |      |      |      |      |      |      |      |      |      |      |
| Australian Open       | –    | 1R   | 2R   | 1R   | 4R   | 4R   | KF   | 3R   | 2R   | HF   | KF   | HF   | KF   | 4R   | KF   | 3R   | 1R   | –    |
| Roland Garros         | –    | 2R   | 2R   | KF   | 3R   | 3R   | KF   | 3R   | 3R   | 4R   | HF   | F    | KF   | KF   | 4R   | 2R   | 1R   | –    |
| Wimbledon             | –    | 2R   | 2R   | 1R   | 4R   | 2R   | 3R   | 3R   | 4R   | 4R   | KF   | KF   | 2R   | –    | 2R   | 3R   | 1R   | –    |
| US Open               | –    | 1R   | 1R   | 3R   | 3R   | HF   | 3R   | 2R   | 4R   | 4R   | HF   | KF   | 3R   | 3R   | 3R   | 1R   | 1R   | –    |
| ATP World Tour Finals |      |      |      |      |      |      |      |      |      |      |      |      |      |      |      |      |      |      |
| ATP World Tour Finals | –    | –    | –    | –    | –    | F    | –    | –    | G    | HF   | G    | G    | G    | G    | –    | –    | –    | –    |
| ATP Masters 1000      |      |      |      |      |      |      |      |      |      |      |      |      |      |      |      |      |      |      |
| Indian Wells          | –    | 1R   | 1R   | 3R   | 2R   | KF   | 3R   | 4R   | 2R   | 2R   | 3R   | 2R   | –    | 3R   | –    | –    | 3R   | –    |
| Miami                 | –    | 1R   | 1R   | HF   | HF   | 4R   | 2R   | 4R   | 4R   | KF   | KF   | F    | 4R   | KF   | 3R   | 2R   | 3R   | 3R   |
| Monte Carlo           | –    | 1R   | –    | KF   | KF   | KF   | KF   | 3R   | HF   | F    | 2R   | –    | HF   | KF   | –    | –    | –    | –    |
| Madrid                | l.c. | l.c. | l.c. | l.c. | l.c. | l.c. | l.c. | 2R   | HF   | KF   | KF   | KF   | HF   | KF   | 3R   | 3R   | –    | 2R   |
| Rome                  | –    | 2R   | 3R   | HF   | 1R   | 1R   | 2R   | 1R   | F    | –    | HF   | KF   | KF   | HF   | 3R   | 2R   | 1R   | –    |
| Montreal/Toronto      | –    | –    | 2R   | 2R   | 1R   | 2R   | 3R   | 2R   | 1R   | –    | –    | 2R   | KF   | –    | –    | 3R   | 1R   | –    |
| Cincinnati            | –    | –    | 1R   | 2R   | KF   | KF   | 2R   | 3R   | 3R   | 3R   | 2R   | 3R   | F    | –    | 1R   | HF   | 1R   | –    |
| Shanghai              | l.c. | l.c. | l.c. | l.c. | l.c. | l.c. | l.c. | 2R   | 3R   | F    | –    | 3R   | KF   | 2R   | 1R   | –    | –    | –    |
| Parijs                | –    | –    | 1R   | KF   | 2R   | KF   | 2R   | –    | 3R   | KF   | W    | F    | KF   | HF   | 2R   | 1R   | –    | –    |
| olympisch             |      |      |      |      |      |      |      |      |      |      |      |      |      |      |      |      |      |      |
| Olympische Spelen     | g.t. | g.t. | –    | g.t. | g.t. | g.t. | 1R   | g.t. | g.t. | g.t. | 3R   | g.t. | g.t. | g.t. | 2R   | g.t. | g.t. | g.t. |
| statistieken          |      |      |      |      |      |      |      |      |      |      |      |      |      |      |      |      |      |      |
| titels per jaar       | 1    | 0    | 0    | 0    | 1    | 3    | 2    | 0    | 2    | 2    | 7    | 2    | 1    | 5    | 0    | 0    | 0    | 0    |
| eindejaarsranking     | 59   | 71   | 48   | 15   | 14   | 5    | 12   | 17   | 7    | 5    | 5    | 3    | 10   | 7    | 21   | 37   |      |      |

### Mannendubbelspel
| toernooi            | 2003 | 2004 | 2005 | 2006 | 2007 | 2008 | 2009 | 2010 | 2011 | 2012 | 2013 | 2014 | 2015 | 2016 | 2017 | 2018 | 2019 |
| ------------------- | ---- | ---- | ---- | ---- | ---- | ---- | ---- | ---- | ---- | ---- | ---- | ---- | ---- | ---- | ---- | ---- | ---- |
| grandslamtoernooien |      |      |      |      |      |      |      |      |      |      |      |      |      |      |      |      |      |
| Australian Open     | 1R   | 1R   | 3R   | 2R   | –    | –    | 1R   | –    | –    | –    | –    | –    | –    | –    | –    | –    | –    |
| Roland Garros       | 1R   | 1R   | 1R   | 1R   | –    | –    | 2R   | –    | –    | –    | –    | –    | –    | –    | –    | –    | –    |
| Wimbledon           | 1R   | 1R   | 1R   | 1R   | –    | –    | 1R   | –    | –    | –    | –    | –    | –    | –    | –    | 1R   | –    |
| US Open             | 1R   | 2R   | 1R   | 2R   | –    | –    | –    | –    | –    | –    | –    | –    | –    | –    | –    | –    | –    |
| ATP Masters 1000    |      |      |      |      |      |      |      |      |      |      |      |      |      |      |      |      |      |
| Indian Wells        | –    | –    | –    | 1R   | 1R   | 1R   | 2R   | 2R   | 1R   | 1R   | 1R   | –    | KF   | –    | –    | 2R   | –    |
| Miami               | –    | –    | –    | 1R   | 1R   | –    | 2R   | –    | –    | –    | –    | –    | –    | 1R   | –    | –    | –    |
| Monte Carlo         | –    | –    | –    | 1R   | –    | 1R   | 1R   | KF   | –    | –    | –    | –    | –    | –    | –    | –    | –    |
| Madrid              | l.c. | l.c. | l.c. | l.c. | l.c. | l.c. | 1R   | –    | –    | –    | –    | –    | –    | –    | –    | –    | –    |
| Rome                | –    | –    | KF   | –    | –    | –    | –    | –    | –    | 1R   | –    | –    | –    | –    | –    | –    | –    |
| Montreal/Toronto    | –    | –    | 2R   | 2R   | 1R   | 1R   | 2R   | 1R   | –    | –    | 1R   | 2R   | –    | –    | –    | –    | –    |
| Cincinnati          | –    | –    | KF   | 1R   | 2R   | –    | KF   | –    | –    | –    | –    | –    | –    | –    | 2R   | –    | –    |
| Shanghai            | l.c. | l.c. | l.c. | l.c. | l.c. | l.c. | –    | –    | –    | –    | –    | –    | –    | 2R   | –    | –    | –    |
| Parijs              | –    | –    | 1R   | –    | –    | 2R   | –    | –    | –    | –    | –    | –    | –    | –    | –    | –    | –    |
| olympisch           |      |      |      |      |      |      |      |      |      |      |      |      |      |      |      |      |      |
| Olympische Spelen   | g.t. | –    | g.t. | g.t. | g.t. | 2R   | g.t. | g.t. | g.t. | HF   | g.t. | g.t. | g.t. | KF   | g.t. | g.t. | g.t. |
| statistieken        |      |      |      |      |      |      |      |      |      |      |      |      |      |      |      |      |      |
| titels per jaar     | 0    | 0    | 2    | 0    | 0    | 0    | 0    | 0    | 0    | 0    | 0    | 0    | 0    | 0    | 0    | 0    | 0    |
| eindejaarsranking   | 146  | 166  | 43   | 139  | 268  | 295  | 88   | 215  | 544  | 349  | —    | 571  | 371  | —    | —    |      |      |